# Ronde van Spanje 1950
De 9e editie van de Ronde van Spanje ging op 17 augustus 1950 van start in Madrid, in het midden van Spanje. Na 3932 kilometer en 22 etappes werd op 10 september ook weer in Madrid gefinisht. De ronde werd gewonnen door de Spanjaard Emilio Rodríguez. 

## Eindklassement
Emilio Rodríguez werd winnaar van het eindklassement van de Ronde van Spanje van 1950 met een voorsprong van 15 minuten en 30 seconden op Manolo Rodríguez. In de top tien eindigden acht Spanjaarden. De beste Belg was Rik Evens met een 14e plek in het eindklassement.
| Rang | Renner            | Land   | Tijd        |
| ---- | ----------------- | ------ | ----------- |
| 1    | Emilio Rodríguez  | Spanje | 134u 49'19" |
| 2    | Manolo Rodríguez  | Spanje | + 15'30"    |
| 3    | José Serra Gil    | Spanje | + 16'05"    |
| 4    | Bernardo Ruiz     | Spanje | + 19'16"    |
| 5    | Umberto Drei      | Italië | + 25'23"    |
| 6    | Senén Mesa        | Spanje | + 31'44"    |
| 7    | Bernardo Capó     | Spanje | + 36'29"    |
| 8    | Alighiero Ridolfi | Italië | + 46'38"    |
| 9    | Antonio Gelabert  | Spanje | + 47'03"    |
| 10   | Jesús Loroño      | Spanje | + 1u00'26"  |

## Etappe-overzicht
| Etappe | Van - naar                     | Km       | Etappewinnaar     | Klassementsleider |
| ------ | ------------------------------ | -------- | ----------------- | ----------------- |
| 1      | Madrid - Valladolid            | 190      | Omer Braeckeveldt | Omer Braeckeveldt |
| 2      | Valladolid - León              | 133      | Rik Evens         | Omer Braeckeveldt |
| 3      | León - Gijón                   | 148      | Emilio Rodríguez  | Omer Braeckeveldt |
| 4a     | Gijón - Torrelavega            | 167      | Bernardo Ruiz     | Omer Braeckeveldt |
| 4b     | Torrelavega - Santander        | 78       | Emilio Rodríguez  | Emilio Rodríguez  |
| 5      | Santander - Bilbao             | 177      | Antonio Gelabert  | Emilio Rodríguez  |
| 6      | Bilbao - Irún                  | 240      | Emilio Rodríguez  | Emilio Rodríguez  |
| 7      | Irún - Pamplona                | 109      | Emilio Rodríguez  | Emilio Rodríguez  |
| 8a     | Pamplona - Tudela              | 90 (ITT) | Bernardo Capó     | Emilio Rodríguez  |
| 8b     | Tudela - Zaragoza              | 176      | Bernardo Ruiz     | Emilio Rodríguez  |
| 9      | Zaragoza - Lerida              | 144      | Umberto Drei      | Emilio Rodríguez  |
| 10     | Lerida - Barcelona             | 167      | José Serra        | Emilio Rodríguez  |
| 11     | Barcelona - Tarragona          | 150      | Rik Evens         | Emilio Rodríguez  |
| 12     | Tarragona - Castellón          | 194      | Luis Navarro      | Emilio Rodríguez  |
| 13     | Castellón - Valencia           | 65 (ITT) | Antonio Sánchez   | Emilio Rodríguez  |
| 14     | Valencia - Murcia              | 265      | Umberto Drei      | Emilio Rodríguez  |
| 15     | Murcia - Lorca                 | 117      | Umberto Drei      | Emilio Rodríguez  |
| 16     | Lorca - Granada                | 222      | Alighiero Ridolfi | Emilio Rodríguez  |
| 17     | Granada - Málaga               | 183      | Umberto Drei      | Emilio Rodríguez  |
| 18     | Málaga - Cádiz                 | 268      | Antonio Gelabert  | Emilio Rodríguez  |
| 19a    | Cádiz - Jerez de la Frontera   | 56 (ITT) | Andrés Trobat     | Emilio Rodríguez  |
| 19b    | Jerez de la Frontera - Sevilla | 100      | José Serra        | Emilio Rodríguez  |
| 20     | Sevilla - Mérida               | 200      | Victorio García   | Emilio Rodríguez  |
| 21     | Mérida - Talavera de la Reina  | 228      | Bernardo Capó     | Emilio Rodríguez  |
| 22     | Talavera de la Reina - Madrid  | 117      | Emilio Rodríguez  | Emilio Rodríguez  |